# Encope grandis
Encope grandis is een zee-egel uit de familie Mellitidae.
De wetenschappelijke naam van de soort werd in 1841 gepubliceerd door Louis Agassiz.